# フレッチャルジェント

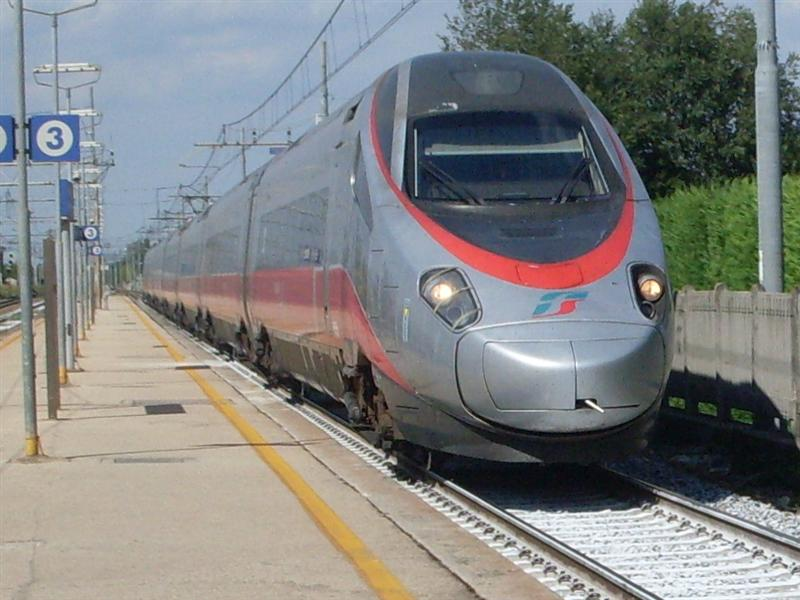
ETR600型 高速鉄道車両

フレッチャルジェント（Frecciargento）はイタリアのトレニタリアが運行する優等列車の名称。

## 概要
2012年6月、それまで高速鉄道サービスとして展開していたユーロスター・イタリアを、フレッチャロッサとフレッチャルジェントの2つのカテゴリーに分け誕生した。フレッチャロッサは『赤い矢』、フレッチャルジェントは『銀の矢』という意味の造語で、より高速な列車をフレッチャロッサに、それ以外をフレッチャルジェントとしている。
フレッチャルジェントは高速新線では最高速度250km/hで走行する。

## 運用
2014年冬ダイヤでは、ローマとヴェネツィアを結ぶ基幹系統には1時間に1本（1日19本）の列車が運行され、その一部はウーディネ（1日2本）、トリエステ（1日2本）、ナポリ（1日2本）、サレルノ（1日2本）などまで延長運行されている。また、ローマとヴェローナを結ぶ基幹系統にも1時間に1本（1日14本）、ローマとレッチェの間に1日6本、ローマとレッジョ・カラブリアの間に1日2本の列車が運行されている。列車は一等車と二等車に分かれており、一等車の乗客にはウエルカム・ドリンク（飲み物と菓子）と新聞（13時まで）が無料で提供される。また、すべての列車には食堂車（bar/bistroまたはrestaurant/bar）が連結されている。
2014年冬ダイヤにおける各駅間の所要時間の例として、9410列車のナポリ中央駅とローマ・テルミニ駅の間は1時間10分、ローマ・テルミニ駅で10分停車し、そこからフィレンツェ S.M.N.駅 1時間30分、ボローニャ中央駅 2時間20分、ヴェネツィア・サンタ・ルチア駅 3時間45分の所要時間である。
2018年12月よりETR700によるミラノとアンコーナを結ぶ運行を開始した。

## 使用車両
ETR600
ETR610
ETR485
ETR700